# 希芒河
希芒河（/ʃəˈmʌŋ/，shə-MUNG）是薩斯奎哈納河的一条支流，长约46.4英里（74.7），位于美国纽约州的中南部和宾夕法尼亚州北部。希芒河河谷区域一直是一个重要的制造业中心，但在20世纪后期遭受严重的衰退。

## 另请参阅
- 小钓鱼溪